# Sancho Sánchez de Vicuña
Don Sancho Sánchez de Vicuña fue un militar español.
Nació en la aldea de Vicuña (Álava) a finales del siglo XII y fue el primer Vicuña conocido.
Fue combatiente en la batalla de Las Navas de Tolosa (en 1212) y en la toma de Baeza (año 1227).

## Escudo de armas
Por su trabajo, el rey Sancho VII de Navarra le concedió el siguiente escudo de armas: sobre fondo azur, una cadena, en banda, con once eslabones de plata, con dos medias lunas como dragantes de ella, una en su cantón derecho de arriba y la otra en su cantón izquierdo de abajo; dos estrellas de oro, con ocho puntas, una en su cantón izquierdo de arriba y la otra en su cantón derecho de abajo; bordura en gules con trece sautores de oro, uno sobre el jefe, dos en los extremos de los cantones de arriba y los demás distribuidos con simetría alrededor de la bordura general.

## Lema
El lema de la familia Vicuña es «En el cielo ay una luna y los Vicuña tienen dos [en el escudo], porque así le plaçó a Dios».
- Datos: Q6119851